# Nikolaj Moskalenko
Nikolaj Moskalenko (russisk: Никола́й Ива́нович Москале́нко) (født 26. marts 1926 i Konstantinovka i Sovjetunionen, død 14. januar 1974 i Moskva i Sovjetunionen) var en sovjetisk filminstruktør og skuespiller.

## Filmografi
- Zjuravusjka (Журавушка, 1968)[1][2]
- Russkoje pole (Русское поле, 1972)